# 劉藝舟
參數所指定的目標頁面不存在，建議更正成存在頁面或直接建立下列一個頁面（建立前請先搜尋是否有合適的存在頁面可以取代）：
- 刘艺舟 (国大代表)

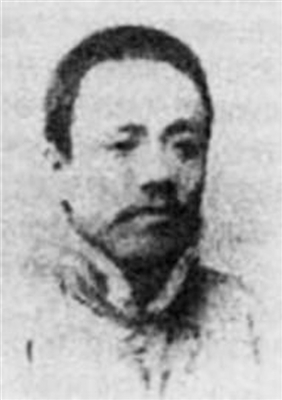

刘艺舟（1875年—1936年），原名必成，又名麟，艺名木铎、钟声。湖北鄂城人。中国戏曲家、编剧、演员，民主革命家。

## 生平
刘艺舟早年支持维新变法。后来他留学日本早稻田大学并结识黄兴、宋教仁等人，加入了中国同盟会。在日本期间，他和中国留日学生组织的新剧团春柳社有来往，他和春柳社骨干王钟声交好。归国后，他和王钟声等人一起演出新剧。清朝宣统二年（1910年）他在北京参加了田际云的玉成班。
宣统三年（1911年），他组团到大连、安东、威海卫等地演出新剧。其间辛亥革命爆发，他率演职人员登船渡海，攻占山东登州（今蓬莱市）和黄县，他被推为临时大都督。后来，南京临时政府成立，派胡瑛任山东都督，改任刘艺舟为烟济登黄都督，后又改任登黄司令（一说刘艺舟在奉天策划起义失败后，渡海到烟台) 。袁世凯任中华民国临时大总统后，刘艺舟离开登州，准备到广州投奔孙中山，路过上海时，受到潘月樵、夏月珊、夏月润邀请，入新舞台合作演戏。一时之间，“都督演戏”传为佳话。
1913年，刘艺舟流亡到日本，以演剧为生，并接济革命党人。他和松竹株式会社签订了合同，邀请苏少卿率上海开明社演员到日本合作演出。他排演了托尔斯泰的作品《复活》。他还自编自演《林冲》一剧。1915年，他作为留日学生代表回到中国进行请愿，反对“二十一条”，结果被袁世凯逮捕，直到黎元洪任中华民国大总统后才被释放。
出狱后，他很快就编演了讥讽袁世凯的京剧《皇帝梦》(又名《新华宫》)，并且亲自扮演袁世凯。因此他触怒了袁世凯的余党，从而被秘密缉捕，被迫长期在湖北、江西、河南等地活动。他还自编自演了京剧《石达开》(又名《哀江南》)，讽刺革命党人争权夺利。1927年（民国16年），蒋介石发动清党后，他编演《伍员伐楚》对当局进行讽谕。抗日战争爆发前夕，他编演《百灵庙》，批判不抵抗主义。他曾说，“吾心之向，提倡人权；吾志所趋，铲除民贼。”
1936年，他因病去世。